# Großmeisterpalast (Valletta)

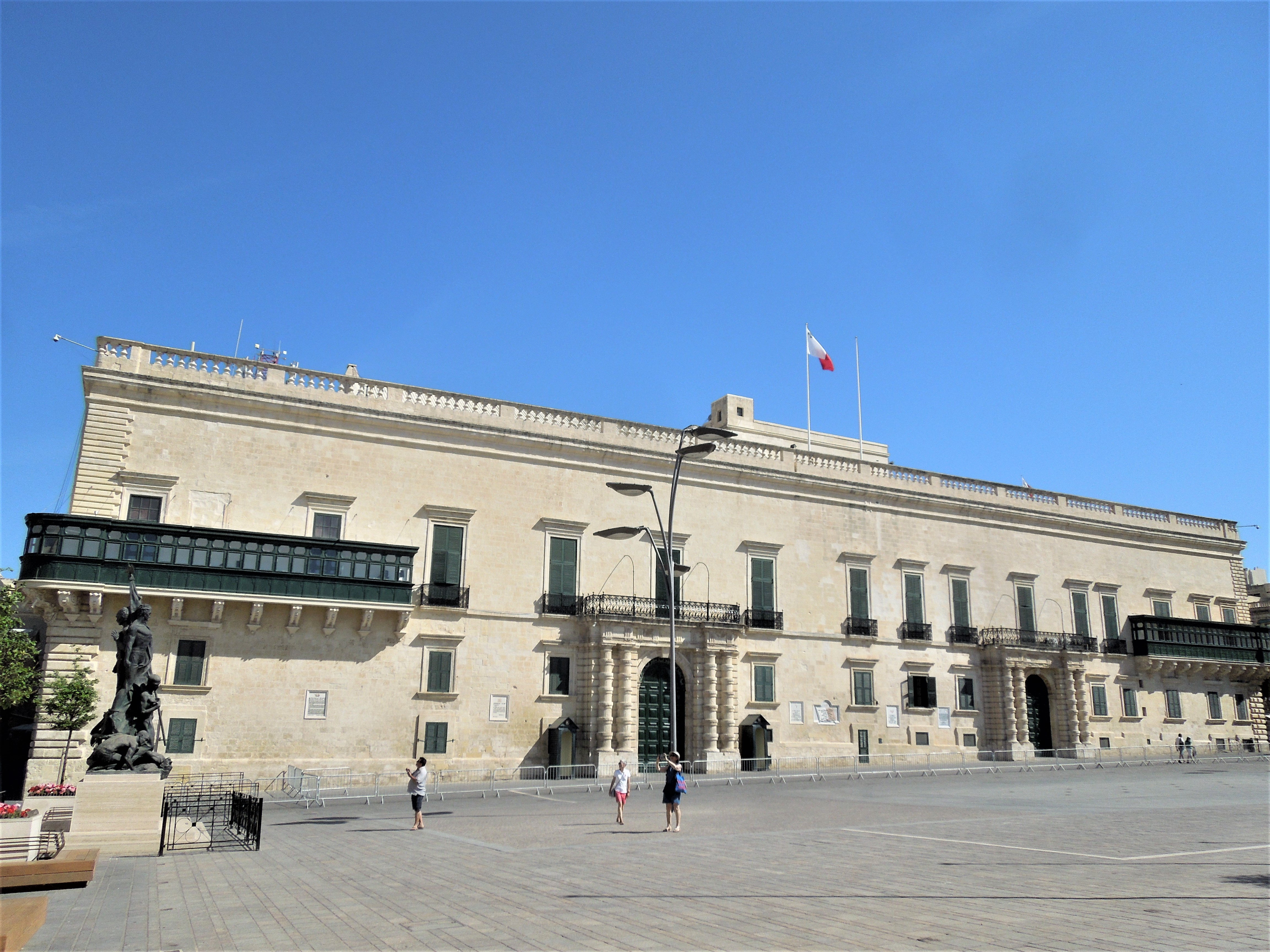
Fassade des Großmeisterpalasts (2017)

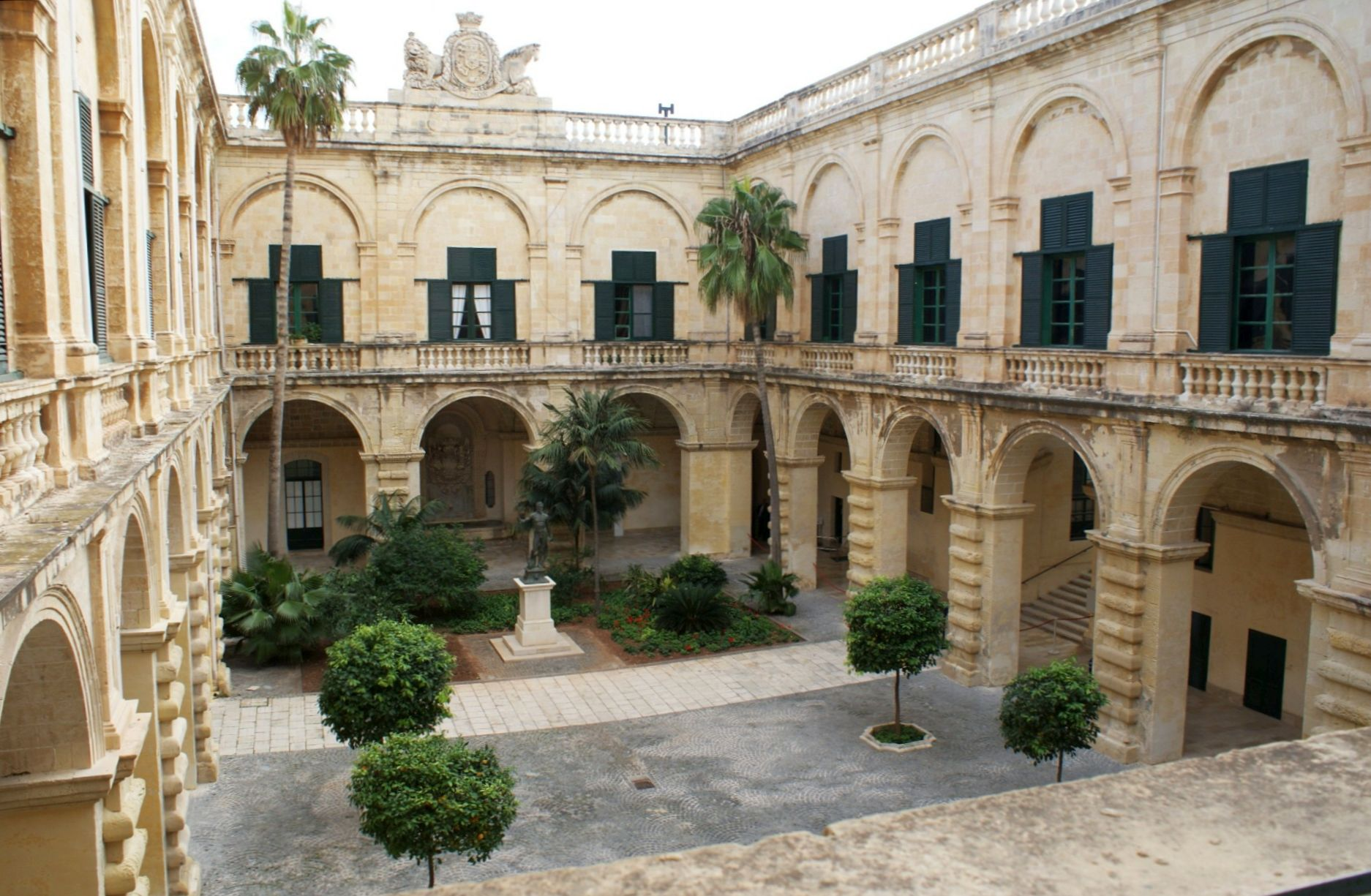
Blick in den großen Hof

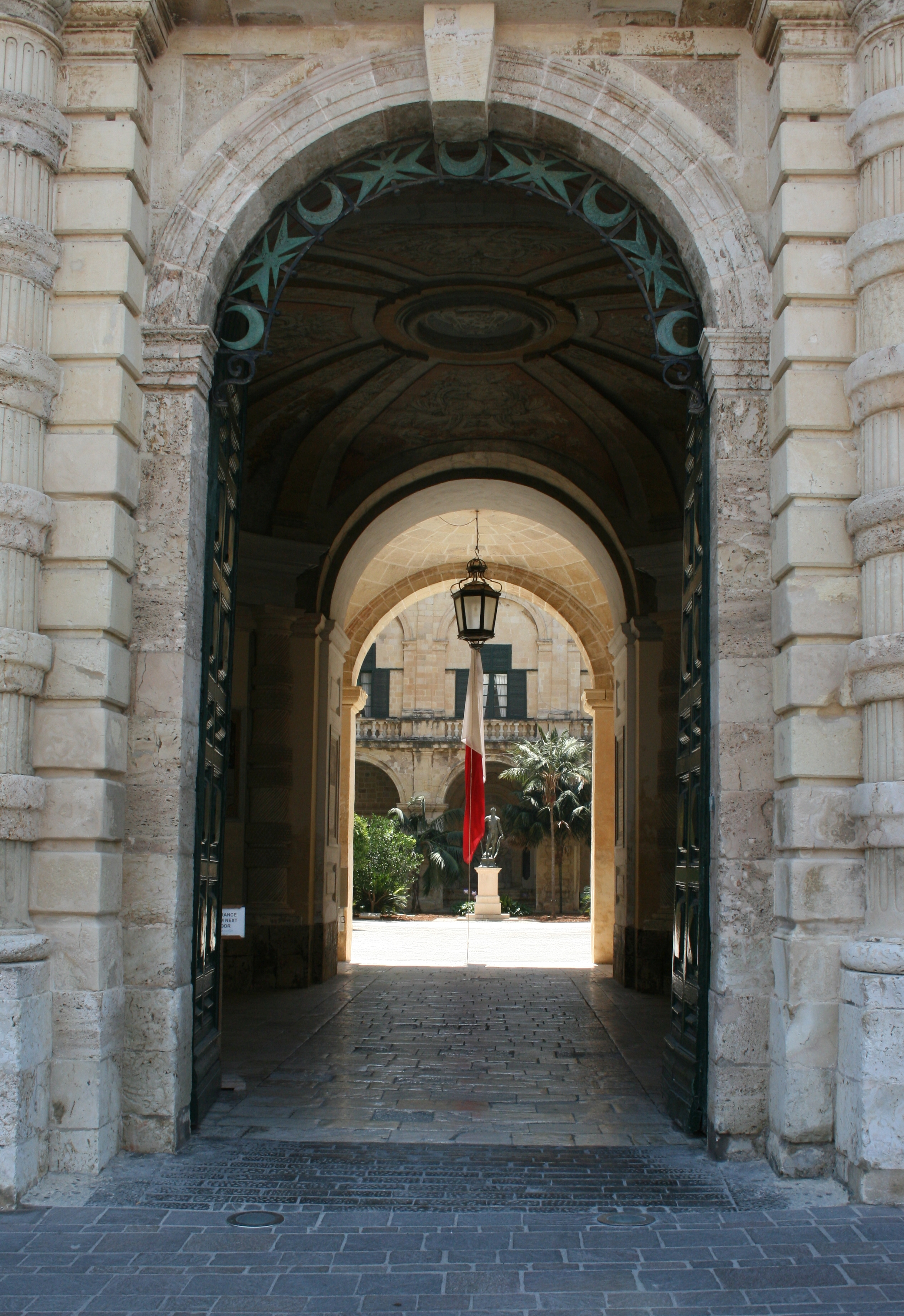
Eingang des Großmeisterpalasts

Der Großmeisterpalast (englisch Grandmaster’s Palace), von den Maltesern nur il-Palazz (deutsch „der Palast“) genannt, ist ein im 16. Jahrhundert errichteter Palast in der maltesischen Hauptstadt Valletta. Dieser größte Profanbau der Stadt diente im Laufe der Jahrhunderte den unterschiedlichen Machthabern des Archipels als Amtssitz. Heute ist der teilweise öffentlich zugängliche Großmeisterpalast eine der meistbesuchten Sehenswürdigkeiten Maltas. Bei offiziellen Staatsempfängen im Palast bleibt das Gebäude für Besucher geschlossen.

## Lage im Stadtgebiet
Der Großmeisterpalast liegt im Zentrum der zu einer Festung ausgebauten flächenmäßig kleinsten Hauptstadt eines EU-Staates. Bedingt durch die Ausrichtung der Stadt zeigen die vier Ecken genau nach Norden, Osten, Süden und Westen. Er nimmt im rechtwinklig verlaufenden Straßennetz einen gesamten Block ein. An seiner Nordostseite verläuft die Triq L’-Arcisqof (Archbishop Street) und an der Südostseite die Triq Il-Merkanti (Merchants Street). An der Nordwestseite liegt der Palace Square, der von der durchlaufenden Triq Ir-Repubblika (Republic Street) gebildet wird, und an der Südwestseite die Triq It-Teatru L-Antik (Old Theatre Street), die jedoch auf der halben Breite des Straßenblockes, den der Palast einnimmt, den Republic Square bildet, der auch mit der Republic Street in Verbindung steht.

## Geschichte
Nachdem der Malteserorden in der Ersten Großen Maltesischen Belagerung von 1565 die Expansion des Osmanischen Reiches zumindest verlangsamt und das 40.000 Mann starke türkische Heer unerwarteterweise, nach über dreimonatigen Kämpfen, vom Archipel vertrieben hatte, wuchs der Einfluss des Ordens im Mittelmeerraum. Die europäischen Adelshäuser achteten und schätzten die Ritter nach dem Sieg über den gemeinsamen Feind und erkannten die strategisch günstige Lage Maltas, die ein erneutes Vordringen der Osmanen zur See unterband. Aus diesem Grunde gewährten sie dem Orden finanzielle Unterstützungen.
Nach dem Abschluss der Bauarbeiten an einer neuen festungsartigen Hauptstadt, die nach dem bei der türkischen Belagerung siegreichen Großmeister, Jean de la Valette, Valletta genannt wurde, erwarb der Orden ein 1569 in deren Mauern errichtetes Holzgebäude und begann im Jahre 1571 mit dem Bau eines neuen Haupthauses für die Großmeister. Die bautechnische Leitung übernahm der aus Malta stammende Architekt Gerolamo Cassar, der schon als Assistent und Nachfolger Francesco Laparellis für die Ausführung des Gesamtplanes zur Gestaltung der Hauptstadt verantwortlich gewesen war. Der Bau gestaltete sich schwierig und war eine logistische Herausforderung. Da sämtliche Räume Holzdecken erhielten, Holz aber ein auf Malta äußerst rarer Rohstoff war und ist, musste es vom europäischen Festland eingeführt werden. 1575 konnte die Gesamtkonstruktion abgeschlossen werden.
In den Folgejahren erfuhr der Palast einige kleinere bauliche Veränderungen, die sich aber nicht wesentlich auf sein äußeres Erscheinungsbild auswirkten. In den 1720er Jahren wurden die zuvor kargen Flure und Korridore vom italienischen Maler Nicolau Nasoni (* 1691; † 1773) aus Siena künstlerisch ausgeschmückt. Von 1575 bis 1798 residierten insgesamt 21 Großmeister des Malteserordens in dem Gebäude, bevor die Inseln im Zuge der Ägyptischen Expedition widerstandslos von den Truppen Napoléon Bonapartes okkupiert wurden und der Orden nach Petersburg auswich (siehe auch Ferdinand von Hompesch zu Bolheim, letzter Großmeister auf Malta). Die französischen Soldaten plünderten und beschädigten den Großmeisterpalast. Die Schäden wurden jedoch zwei Jahre darauf von den Briten behoben, nachdem diese Malta nach kurzer Seeblockade besetzt und wenig später als Kronkolonie etabliert hatten.
Fortan diente der Palast 128 Jahre lang den für die Inseln zuständigen britischen Gouverneuren als Amtssitz. Einer von ihnen, der von 1858 bis 1864 amtierende Sir John Gaspard la Marchand, ließ die Flure im Obergeschoss des Palastes mit Marmor auslegen. 1921 trat in einem der Räume das erste maltesische Parlament zusammen, und seit 1976 ist der Palast auch der Amtssitz des Staatspräsidenten der seit 1964 unabhängigen Republik Malta. Im Jahre 1980 wurde der Großmeisterpalast als Bestandteil des Gesamtensembles Valletta in die Kategorie Weltkulturerbe der UNESCO-Welterbeliste aufgenommen.

## Beschreibung

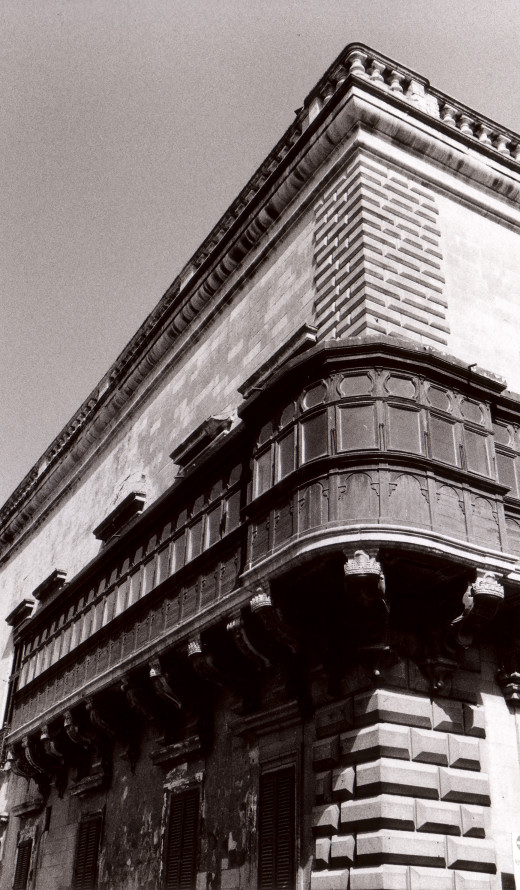
Einer der hölzernen Eckerker am Palast

Der Großmeisterpalast hat einen rechteckigen Grundriss und ist 97 Meter lang und 83 Meter breit. Damit ist er das flächenmäßig größte Gebäude Vallettas. Er wurde aus heimischem Kalkstein errichtet. Dieser ist der einzige Bodenschatz Maltas und wird noch heute für viele Neubauten verwendet. Äußerlich ist der zweistöckige Palast äußerst schlicht gehalten und spiegelt die übliche architektonische Strenge des 16. Jahrhunderts wider. Von kleinen Verzierungen abgesehen, sind die hölzernen Erker an den West- und Nordecken sowie die beiden reich ausgeschmückten Barockportale am Palace Square an der Nordwestseite die einzigen Schmuckelemente. Sie wurden allerdings erst gut zwei Jahrhunderte nach der Fertigstellung des Palastes eingebaut. Die Erker ersetzten im Jahre 1741 die alten eisernen Balkone.
Ursprünglich besaß der Palast lediglich jenes Eingangsportal am Palace Square, das weiter nördlich, also näher an der Archbishop Street liegt. Es geht in ein großes Vestibül über, das in den Neptune’s Courtyard führt. Das südlichere, näher am Republic Square gelegene Portal wurde, wie die Erker, erst unter der Regentschaft des Großmeisters Manuel Pinto de Fonseca konstruiert. Es führt in den Prince-Alfred-Courtyard.
Der im 18. Jahrhundert lebende schottische Reisende Patrick Brydone hielt nach einem Besuch in Valletta in seinen Aufzeichnungen fest:

„Der Großmeister (der Behagen höher schätzt als Pracht) logiert komfortabler und geräumiger als jeder Prinz in Europa, ausgenommen einzig möglicherweise den König von Sardinien.“

### Innenhof

Grundriss des Piano nobile. Norden ist zur linken unteren Ecke.
1 = Entrance Corridor
2 = Armoury Corridor
3 = Chamber of Representatives
4 = Grand Council Chamber
5 = State Dining Hall
6 = Supreme Council Hall
7 = Ambassador’s Room
8 = Page’s Waiting Room
9 = Prince of Wales’ Corridor

Innerhalb des Palastkomplexes befinden sich zwei Innenhöfe. Diese bildeten ehemals eine große, zusammenhängende Freifläche, bevor sie durch die Errichtung eines neuen Gebäudeflügels getrennt wurden, dabei wurden sie über eine Treppe miteinander verbunden.

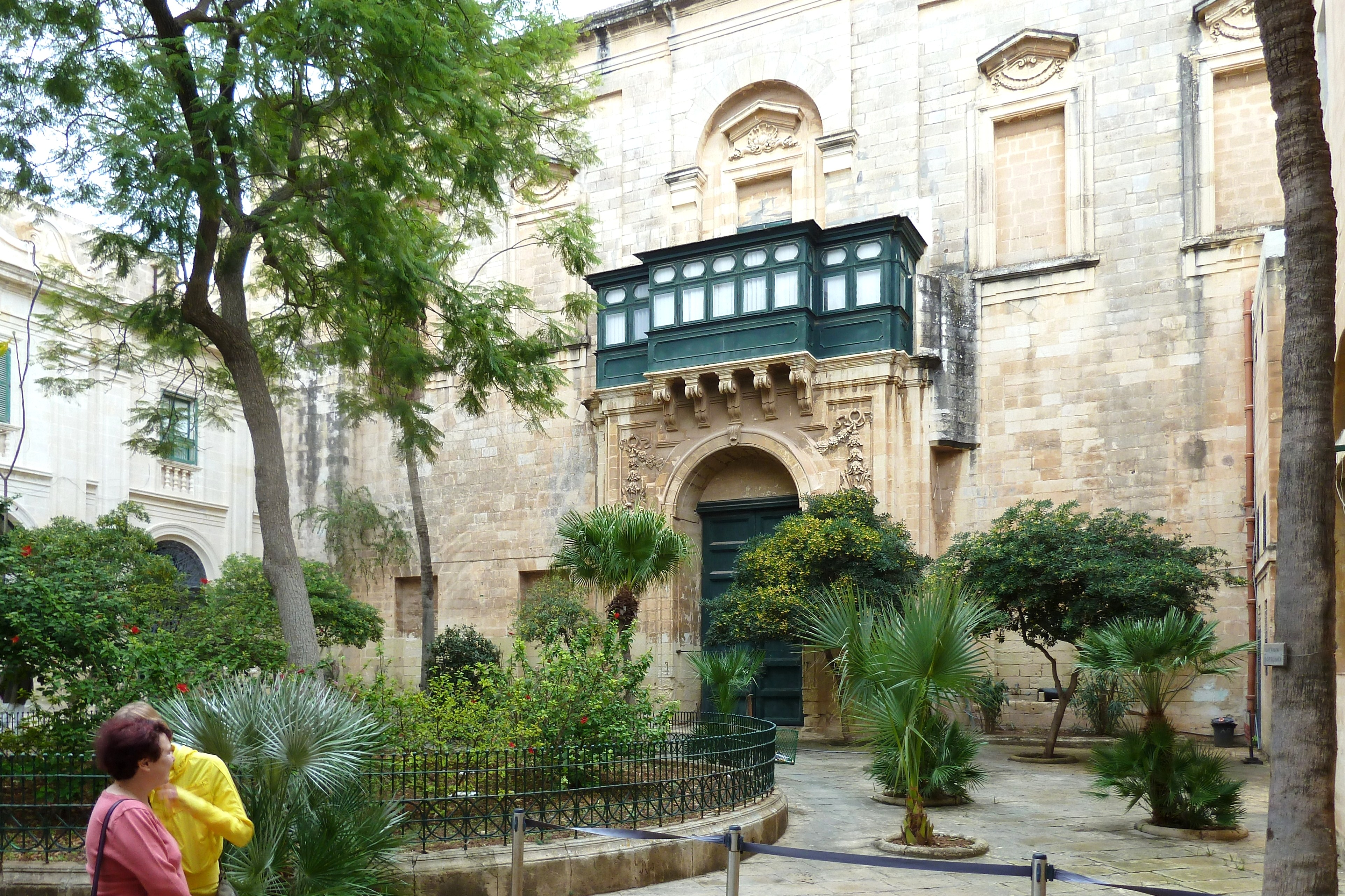
Prince-Alfred-Court

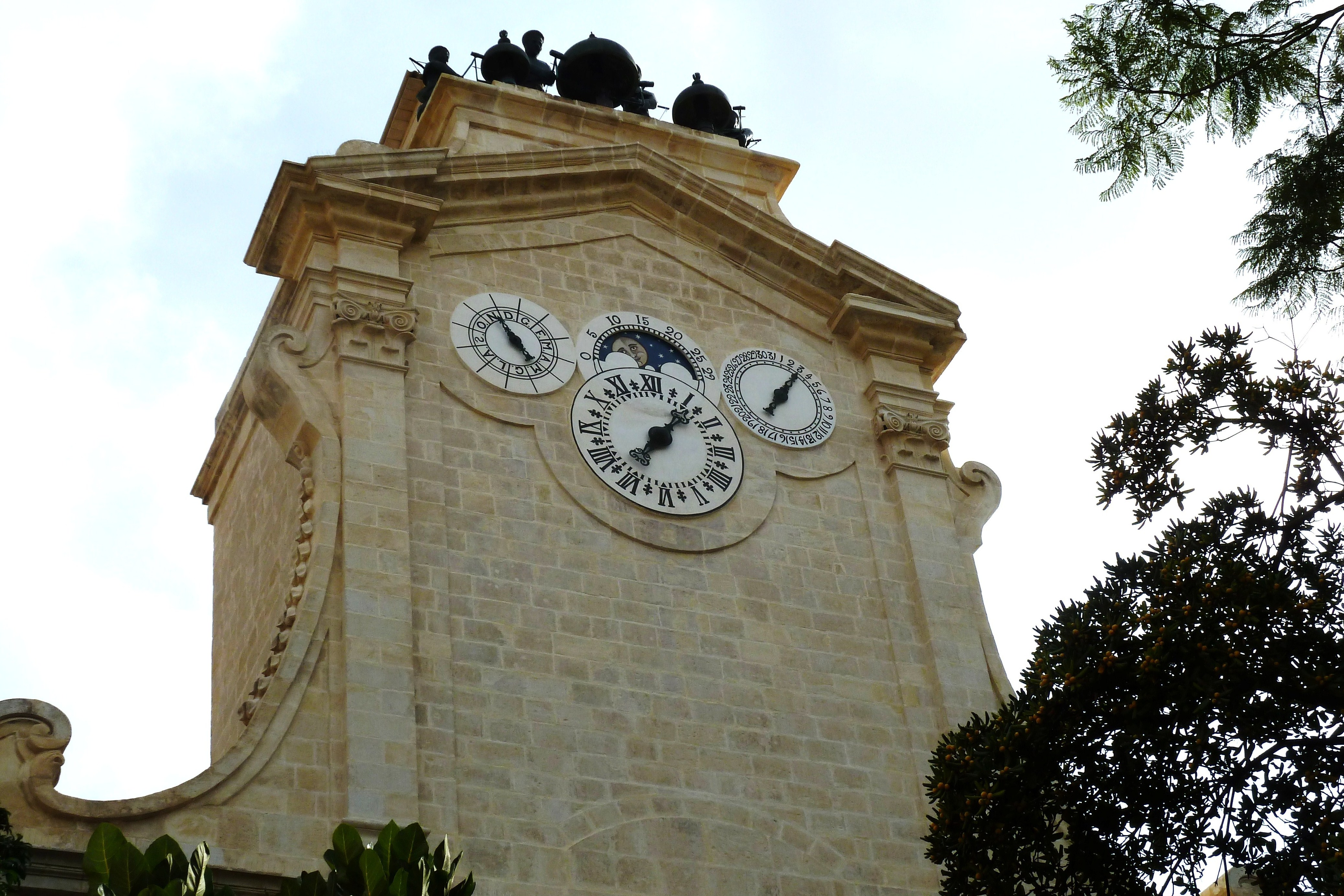
Uhrturm

Der 30 × 27 Meter messende Prince-Alfred-Courtyard besitzt drei Zugänge, davon einen an der Old Theatre Street beziehungsweise dem Republic Square. Er war ursprünglich mit Orangenbäumen bepflanzt. Im Jahre 1858 besuchte Prinz Alfred, der zweite Sohn der britischen Königin Victoria, die Inseln Malta und Gozo. Ihm zu Ehren ließ der britische Gouverneur le Marchand den Hof umgestalten und nach ihm benennen. Heute wachsen in diesem Innenhof eine Palme, eine Chilenische Araukarie, Jacaranda und Klebsamen. Dort steht auch ein Brunnen. Seit 1745 befindet sich eine Turmuhr auf einem der Gebäudeflügel. Sie wird dem maltesischen Uhrmacher Gaetano Vella zugeschrieben und wurde unter der Regentschaft des Großmeisters Manuel Pinto de Fonseca eingebaut. Die Uhr besitzt vier rotierende Scheiben. Eine dient als Zifferblatt für die Uhrzeit, die anderen zeigen den Tag, den Monat und die Mondphase an. Vier Bronzefiguren, die farbige Sklaven in osmanischen Uniformen darstellen, schlagen mit kleinen Hämmern zu jeder vollen Stunde.

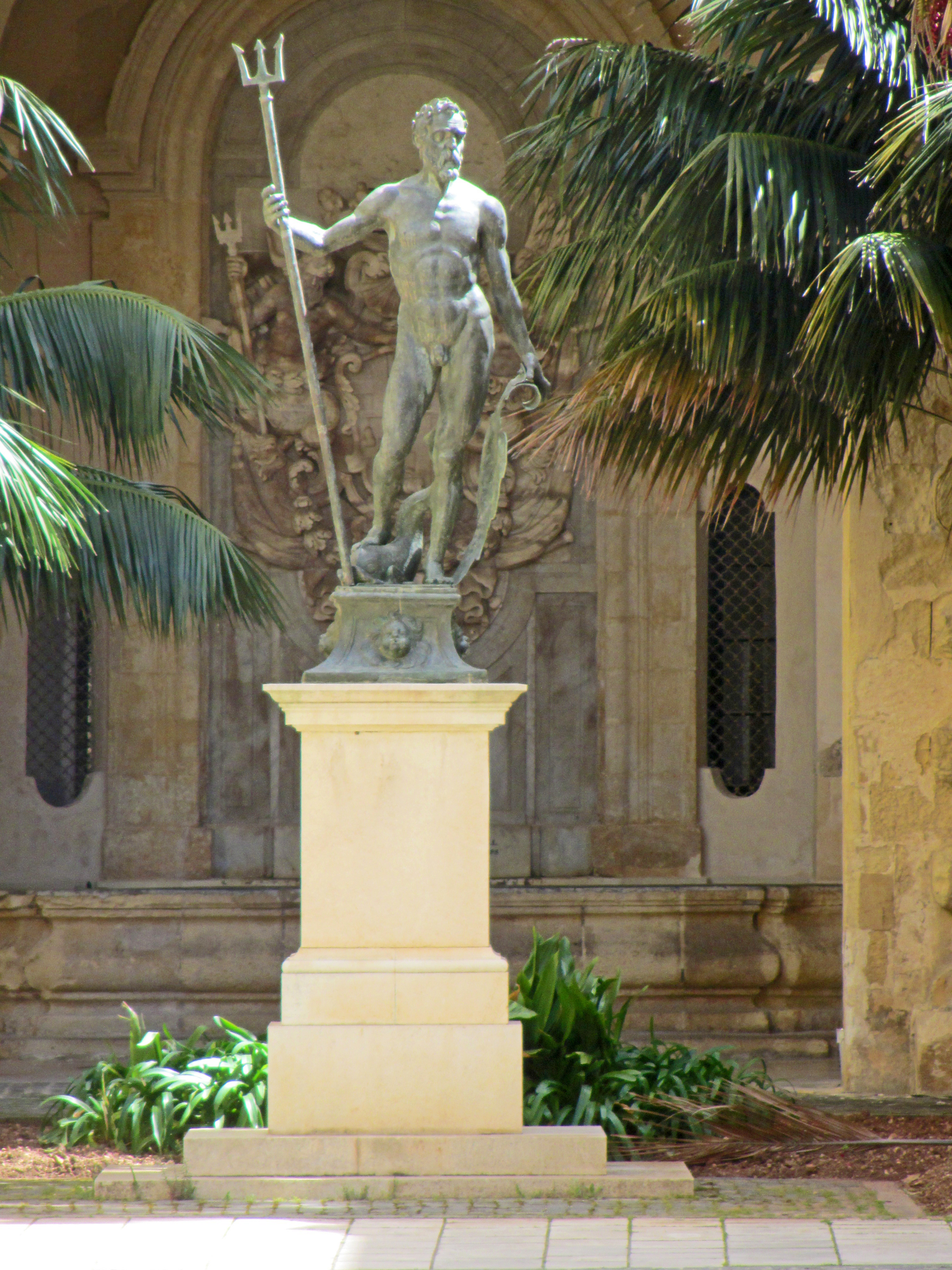
Neptun-Statue im Innenhof

Der 18 × 43 Meter große Neptune’s Courtyard liegt auf einer etwas höheren Ebene nördlich des Prince-Alfred-Courtyard und enthält zahlreiche Palmen, Büsche, Bäume und Beete. Er ist über eine Toreinfahrt vom Palace Square zu erreichen. Sein markantestes Merkmal ist eine auf einem Marmorsockel stehende, nackte Bronzestatue des römischen Gottes der fließenden Gewässer und des Meeres Neptunus, dem er auch seinen Namen verdankt. In der rechten Hand hält die Figur einen Dreizack, und mit der linken stützt sie sich auf einen stilisierten Wasserlauf. Die Statue wurde im Jahre 1615 auf einem Fischmarkt im Süden der Stadt errichtet und 1861 auf Befehl des britischen Gouverneurs la Marchand im Innenhof aufgestellt. Nach einigen Jahren des Verfalls wurde sie Anfang des 21. Jahrhunderts von einer lokalen Bierbrauerei wieder in Stand gesetzt. Vor der Restaurierung war der Intimbereich der Figur von einem Blatt verdeckt. Dieses befand sich dort allerdings nicht von Anfang an, sondern wurde erst unter der Regentschaft eines sehr konservativen Großmeisters an der Skulptur angebracht. Die Brauerei ließ das Blatt entfernen, sodass die Statue nun wieder in ihrem ursprünglichen Zustand zu sehen ist. Gegenüber der Toreinfahrt befindet sich hinter dem Standbild ein Wasserspiel. Wasser läuft dabei an einer Wand hinunter, die das Wappen des ehemaligen Großmeisters Ramon Perellos y Roccaful trägt. Der Brunnen diente früher als Pferdetränke. Der Hof ist von einem Kreuzgang umgeben, an dessen Wänden zahlreiche Wappen angebracht sind, die zwischen 1798 und 1800 auf Befehl Napoléon Bonapartes von Bastionen und öffentlichen Gebäuden entfernt und dabei teilweise stark beschädigt wurden.

### Räumlichkeiten
Ähnlich wie in den italienischen Renaissancepalästen war beim Großmeisterpalast das erste Stockwerk des Gebäudes, das Piano nobile, das wichtigste. Hier lagen die prunkvollen Räume, während sich im Erdgeschoss die Stallungen, die Quartiere der Bediensteten sowie Geschäfte befanden. Heutzutage sind im Erdgeschoss viele Büros und auch einige staatliche Ministerien untergebracht. Die Holzdecken der Räume sind in der Mehrzahl Kassettendecken, die von auf Konsolen aufliegenden Trägern gestützt werden.

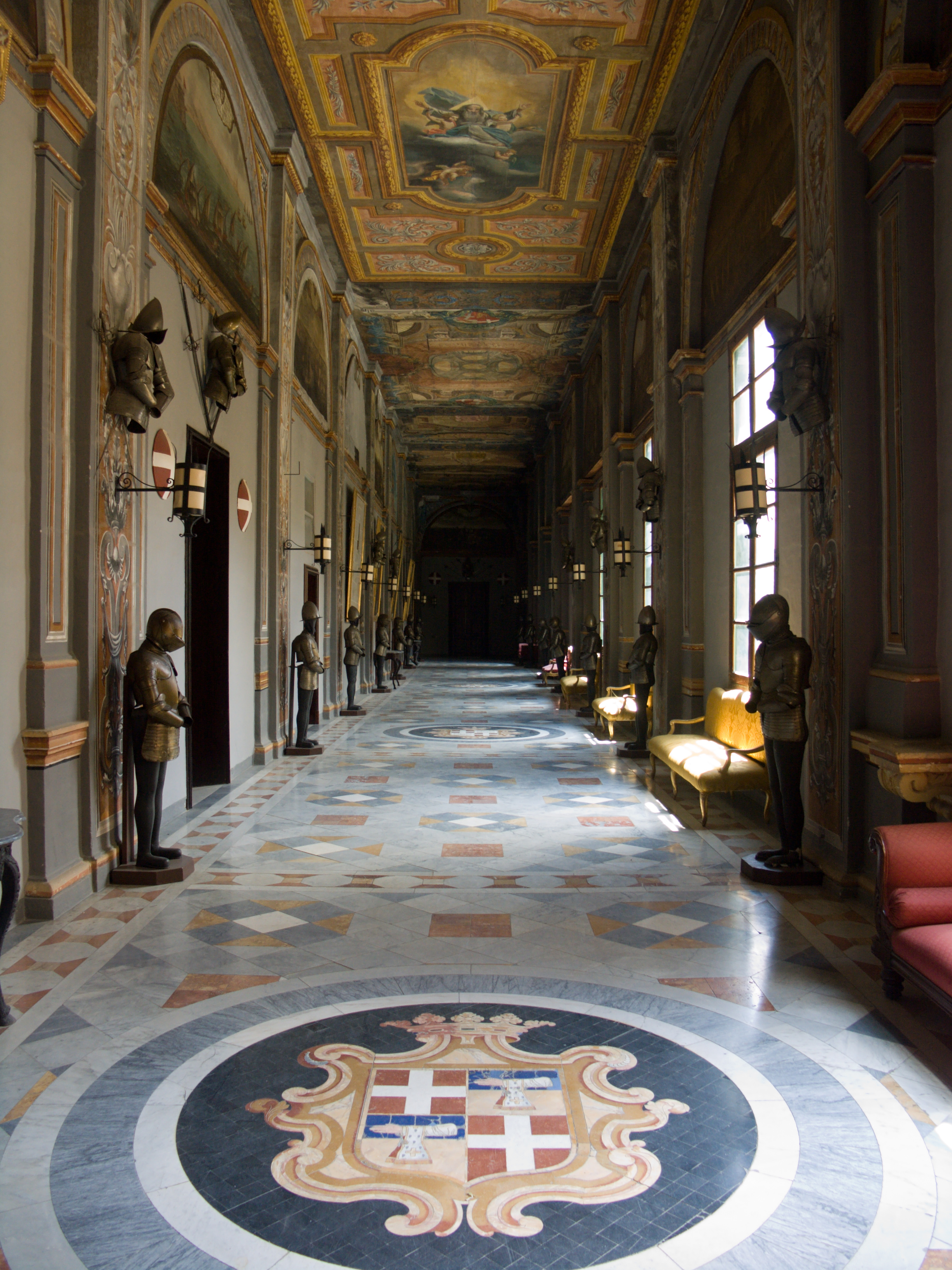
Der Armoury Corridor in nordwestlicher Richtung mit Blick zum Vorraum

Über eine vom Prince-Alfred-Courtyard ausgehende Wendeltreppe gelangt man in die oberen Räume. Die Treppenstufen wurden aus Rücksicht auf die Ritter in schwerer Rüstung und ältere Großmeister sehr flach angelegt. Der Treppenaufgang ist breit genug, um eine Sänfte aufnehmen zu können. Dieses Treppenhaus wurde während der Regentschaft des 52. Großmeisters Hugues Loubenx de Verdale gebaut. Im Piano Nobile trifft die Treppe auf eine Art Vorraum, der aus dem Winkel zweier Korridore gebildet wird. Der rechte geht in den 31 Meter langen Armoury Corridor über, der in jenem Flügel liegt, der die beiden Innenhöfe trennt und von Nordwesten nach Südosten verläuft. Er wird beiderseits von in Reih und Glied stehenden Ritterrüstungen flankiert. Den marmornen Boden zieren verschiedene große Wappen, unter anderen jenes des 44. Großmeisters Philippe de Villiers de l’Isle-Adam, das des berühmten 49. Großmeisters und maltesischen Nationalhelden Jean de la Valette sowie das aktuelle der Republik Malta. Die Wände und die Decke sind mit zahlreichen großflächigen Gemälden versehen. Von diesem Korridor zweigen an einer Seite Räume ab, während die andere Seite große Fenster zum Neptune’s Courtyard aufweist. Über den Türen und Fenstern befinden sich Lünetten. Jene über den Fenstern stammen aus dem ersten Viertel des 18. Jahrhunderts und wurden von Nicolau Nasoni geschaffen. Die gegenüberliegenden fertigte der maltesische Maler Giovanni Bonello gut 160 Jahre später. Beide Reihen zeigen maltesische und gozitanische Landschaften.
Der in einer Linie vom Vorraum am oberen Ende der Wendeltreppe weiterführende Gang, der Entrance Corridor, verläuft parallel zur Nordwestseite des Palastes und besitzt ebenfalls zahlreiche Gemälde von Nasoni. In diesem Bereich des Palastes zeigen die Lünetten jedoch keine Landschaften, sondern einige der Seeschlachten zwischen dem Orden und dem Osmanischen Reich. Diesen Korridor säumen ebenfalls Rüstungen und Gemälde der Großmeister.
An das Ende des Entrance Corridors schließt sich im rechten Winkel nach Südosten der Prince of Wales’ Corridor an. Dieser erhielt seinen Namen im Jahre 1862 nach einem Besuch des damaligen britischen Kronprinzen und späteren Königs Eduard VII. An diesem Gang befinden sich die nicht öffentlich zugänglichen Amtsräume des maltesischen Staatspräsidenten, die vorher als Privatgemächer der Großmeister genutzt wurden. Daran anschließend befinden sich die Büros der ehemaligen britischen Gouverneure. Auch der Prince of Wales’ Corridor besitzt Lünetten, die die Erfolge der Ritter im Seekrieg darstellen.

#### Grand Council Chamber
Die Grand Council Chamber ist der nach der Wendeltreppe erste auf der rechten Seite vom Armoury Corridor liegende Raum. Dort tagte die Legislative des Malteserordens, er war aber auch für längere Zeit Teil der Privatkapelle der Großmeister. Als solche besaß sie über dem Eingang die Minstrel’s Gallery, eine Empore, auf der der Chor saß und die aus dem Heck der Großen Karacke von Rhodos gefertigt worden war. Auf dieser Karacke war der Großmeister Philippe de Villiers de l’Isle-Adam 1522 vor der osmanischen Flotte unter Süleyman I. von Rhodos geflohen. Die mit Blattgold belegte Empore ist bis in kleinste Einzelheiten bildhauerisch bearbeitet und besitzt sechs Paneele mit der Darstellung der Schöpfung.

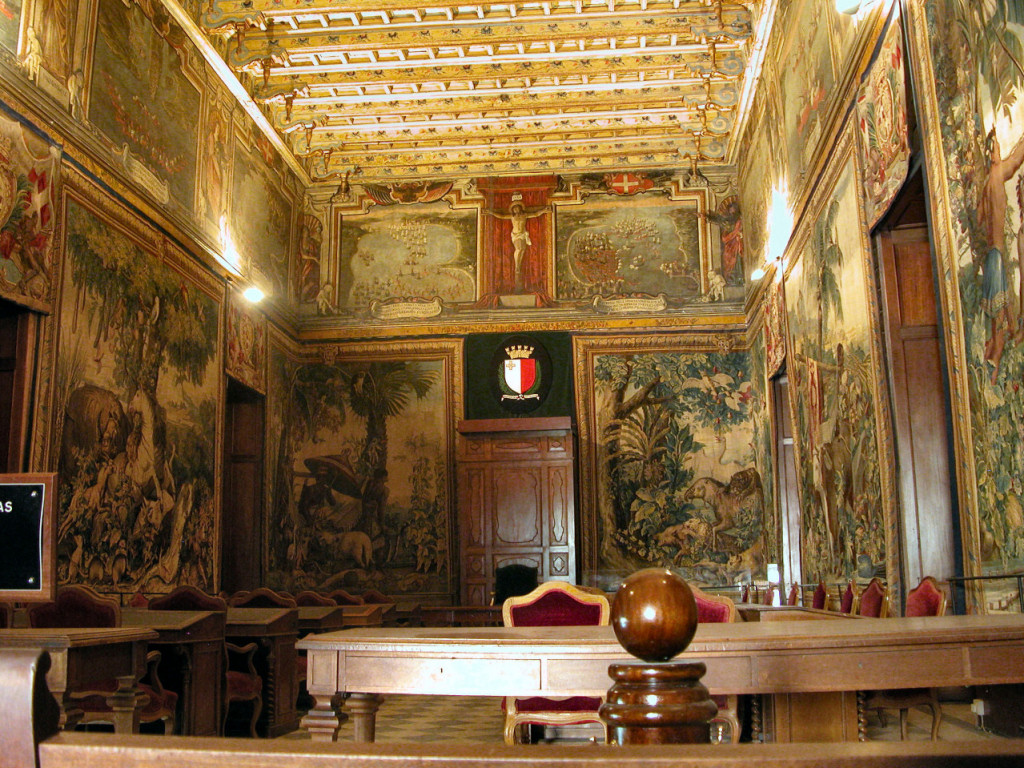
Die Grand Council Chamber

Der Raum hat eine reich verzierte und geschnitzte Holzdecke, darunter war jedoch mehr als hundert Jahre lang eine provisorische Decke eingezogen. Deren Einbau ging auf einen Befehl desselben Großmeisters zurück, der auch das Bronzeblatt an der Neptunstatue befestigen ließ. Im Laufe der Jahre vergaß man, dass sich über der schlichten Decke noch eine wesentlich prunkvollere befand, ehe man bei Instandsetzungsarbeiten durch Zufall darauf stieß.
Während der englischen Kolonialherrschaft gestaltete man die Grand Council Chamber in ein Büro für den Sekretär des Gouverneurs um und entfernte die Minstrel’s Gallery, die man in die Supreme Council Hall einbaute. Die Gouverneure nutzen die geräumige Halle, um ihre Reden zu halten. Die übrigen Wandgemälde der Grand Council Chamber sind die vermutlich ältesten des gesamten Palastes und zeigen Episoden aus dem Leben Johannes des Täufers, des Patrons des Ordens.
Die markantesten und berühmtesten Ausstattungsgegenstände in der Grand Council Chamber sind zehn Gobelins, weshalb der Raum auch unter dem Namen Tapestry Hall bekannt ist. Die Teppiche waren eine Schenkung des 64. Großmeisters Ramon Perellos y Roccaful. Zu jener Zeit wurde von einem neu ins Amt gewählten Großmeister die Übergabe eines Geschenkes an den Orden, einer sogenannten Gioja, erwartet. Die Herstellung der edlen Wandteppiche dauerte mehrere Jahre. Roccaful wurde 1697 gewählt und gab die Gobelins in der Gobelin-Manufaktur in Paris in Auftrag, wo sie erst nach 13 Jahren fertiggestellt werden konnten. Die Teppiche bilden eine Bilderserie mit dem Namen Les Tentures des Indes, inspiriert von Erzählungen aus dem frühen 17. Jahrhundert, die von den Jagdabenteuern eines deutschen Prinzen in den damals exotischen Gegenden Brasilien, Afrika, Indien und der Karibik handelten. Zeichnungen zu diesen Reisen gelangten im Jahre 1679 an den Hof des französischen Königs Ludwig XIV. Auf den Teppichen sind Wildtiere, Ureinwohner und Regenwaldvegetation zu sehen, allerdings sind die Darstellungen nach heutigen Maßstäben oftmals übertrieben und romantisierend. Jeder der Teppiche enthält eine gewirkte Birne, da diese Frucht Bestandteil des Wappens von Perellos y Roccaful war.
Die Zwischenräume zwischen den Gobelins sowie die Kassettendecke sind von Malereien ausgeschmückt. Sie zeigen zumeist kriegerische Operationen der Ordensschiffe und außerdem zwölf allegorische Figuren, die christliche und altrömische Tugenden verkörpern.
In der Grand Council Chamber tagte von 1921 bis 1976 das maltesische Parlament, bevor es in die ehemalige Waffenkammer umzog. Noch heute stehen hinter kleinen hölzernen Pulten die mit rotem Samt bezogenen Holzstühle der Abgeordneten. Während einer besonders hitzigen Diskussion warf ein Politiker ein Tintenfass nach einem anderen Parlamentarier. Er verfehlte ihn jedoch, und die Tinte traf einen der Teppiche. Sie konnte zwar ausgewaschen werden, allerdings durften die Abgeordneten seit diesem Vorfall in der Grand Council Chamber nur noch Bleistifte benutzen. In dem Raum finden heute die Ernennungsfeiern neuer maltesischer Staatspräsidenten sowie die Verleihung von Verdienstorden statt.

#### Supreme Council Hall

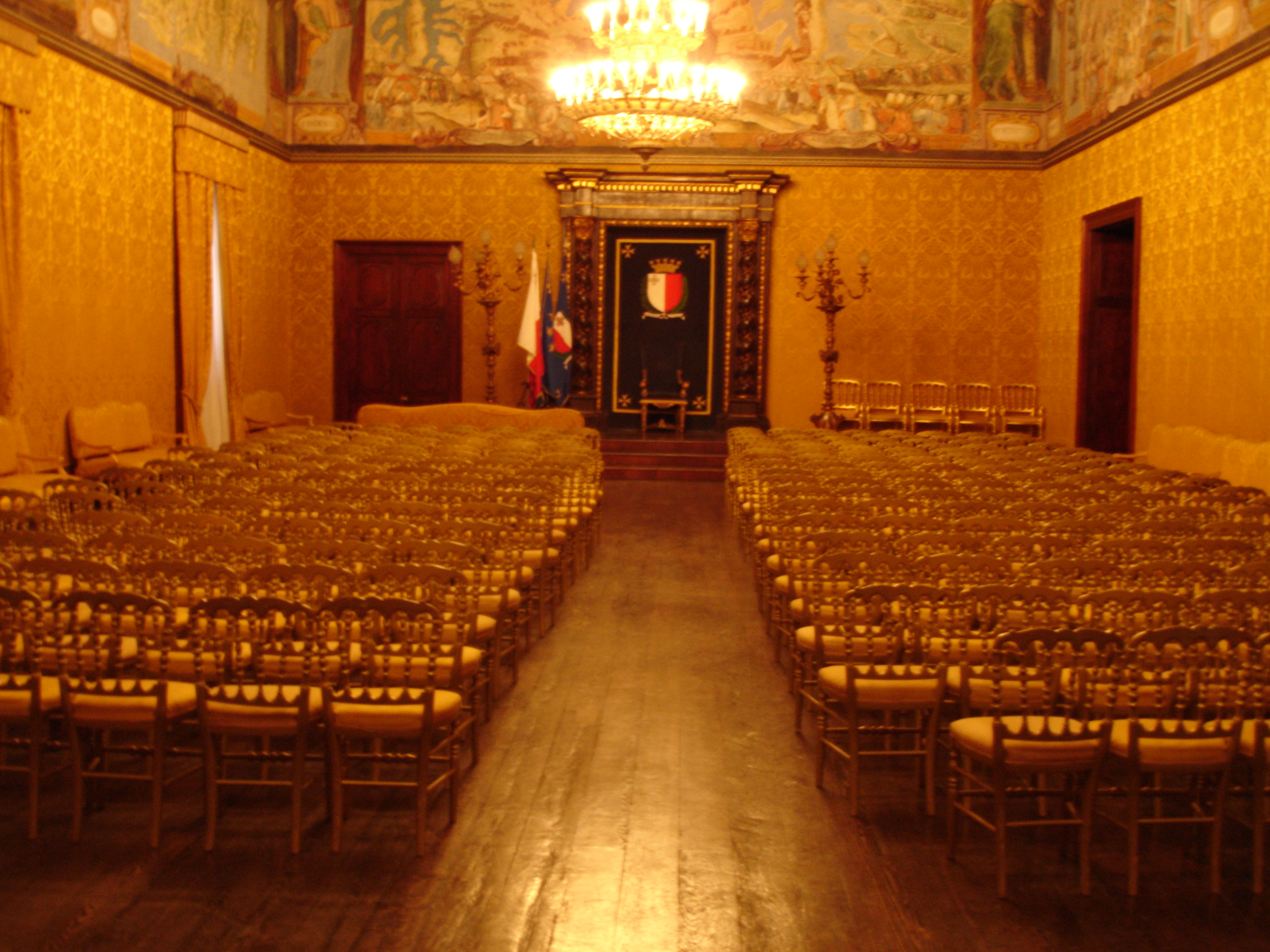
Die Supreme Council Hall

Die große Supreme Council Hall besitzt zwei Eingänge vom Entrance Corridor und spannt sich vom Vorraum bis zum Ende des Ganges. Diese ehemalige Kapitelhalle diente dem Großen Rat der Ritterschaft als Versammlungsraum und wurde von den Briten im Jahre 1818 aus Anlass der Gründung des Order of St. Michael and St. George, dessen Mitglieder in der Halle nominiert wurden, in Hall of St. Michael and St. George umbenannt. Gegenüber dem Eingang steht am Ende der Halle auf einem Podest unter dem Wappen Maltas der ehemalige Thron der Großmeister, weshalb die Halle im Volksmund auch als Throne Room bezeichnet wird.
Die Halle, die während der Zweiten großen Belagerung Maltas im Zweiten Weltkrieg schwer beschädigt wurde, aber restauriert werden konnte, ist berühmt für eine zwölfteilige Serie von Freskenfriesen, die die Belagerung von 1565 darstellen und zwischen 1576 und 1581 von Matteo Perez d’Aleccio (* 1547; † 1616) gefertigt wurde. Dieser war ein Schüler Michelangelos und arbeitete mit ihm in der Sixtinischen Kapelle. Er verzierte auch die Kassettendecke. Die Gemälde gelten heute unter Historikern als die zuverlässigste im Bild festgehaltene Chronik der damaligen Ereignisse.
Über dem Eingang der Supreme Council Hall befindet sich jene Empore, die von den Briten aus der Grand Council Chamber entfernt worden war.

#### Andere Räume
Von den zwei öffentlich zugänglichen Hauptkorridoren zweigen noch weitere wichtige Räume ab:
- In die State Dining Hall (deutsch: „Staatsspeisesaal“) führt eine Tür vom Vorraum, gleich nach dem Treppenaufgang. Der Raum besitzt eine fein ausgearbeitete Kassettendecke, einen Kamin, zwei Kronleuchter, zwei Fenster, eine schlichte Stuckdecke und einen mittig aufgestellten ovalen Holztisch. An den Wänden stehen mit Blattgold überzogene Beistelltische und Stühle sowie Miniaturritterrüstungen. Weiterhin hängen in der State Dining Hall die Gemälde aller ehemaligen maltesischen Präsidenten und britischen Gouverneure auf Malta sowie Porträts einiger britischer Könige.Der Ambassador’s Room

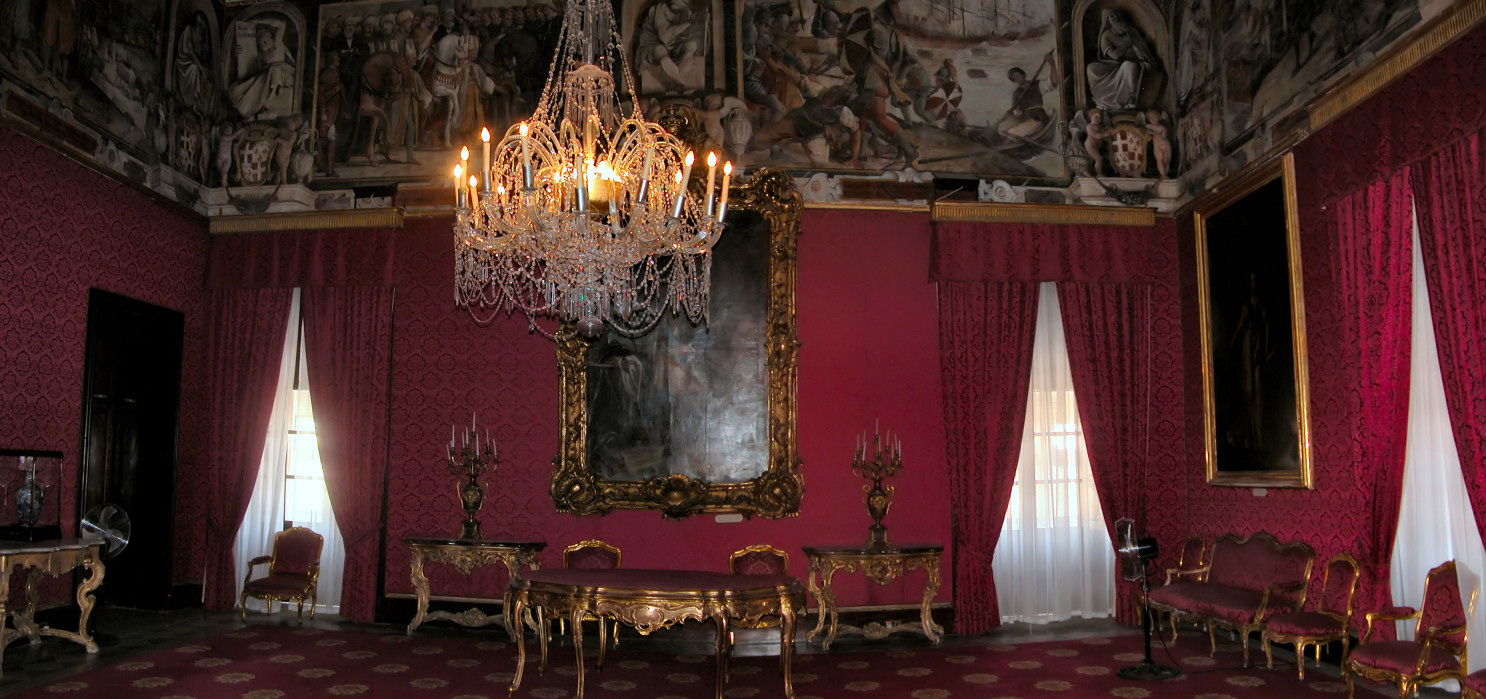
Der Ambassador’s Room

- Der Ambassador’s Room (deutsch: „Botschafterraum“) besitzt sowohl einen Zugang von der Supreme Council Hall als auch vom Page’s Waiting Room. Er wird nach dem roten Damast an den Wänden umgangssprachlich auch als Red Room bezeichnet. Hinzu kommt, dass auch die Vorhänge, der Teppich und der Samt auf den goldenen Möbeln diese Farbe haben. Der Raum diente für Audienzen des Großmeisters und besitzt neben acht Fresken einen Fries von Matteo Perez d’Aleccio, der Szenen aus den zwei Jahrhunderten der Ordensgeschichte vor der Ankunft auf Malta zeigt, und ein Gemälde von Antoine Favray, das Philippe de Villiers de l’Isle-Adam abbildet. Zu sehen ist, wie er die Schlüssel der damaligen Inselhauptstadt Mdina entgegennimmt, nachdem der Archipel 1530 von Karl V. als Lehen in die Verantwortung des Ordens übergeben worden war.
- Der Page’s Waiting Room (deutsch: „Pagenwarteraum“), auch Paggeria genannt, besitzt einen Zugang vom Ambassador’s Room und einen im Winkel der aufeinandertreffenden Gänge Prince of Wales’ Corridor und Entrance Corridor.[6] Die Wände sind mit gelbem Brokatstoff und Damast behängt, was dem Raum den Namen Yellow Room einbrachte. Zur Zeit der Ordensherrschaft diente er als Warteraum für 16 Pagen, die vor ihrer Einschreibung in den Orden diesen Dienst leisten mussten. Sie wurden von ihren zumeist europäischen Eltern angemeldet, bevor sie das zwölfte Lebensjahr vollendet hatten. Ritter des Ordens konnte man erst nach Vollendung des 18. Lebensjahres werden. Im Page’s Waiting Room zeigt ein Fries von Matteo Perez d’Aleccio mehrere Ereignisse aus der Geschichte des Ordens im 13. Jahrhundert, also der Zeit vor der Eroberung Akkons durch die Sarazenen und der damit verbundenen Vertreibung aus dem Heiligen Land. Ferner befinden sich in dem Raum vier urbinische Majolika-Vasen und ein von Favray geschaffenes Porträt von Jean de la Valette.
- Der Armoury Corridor endet im Südosten an einigen niedrigen, da symbolhaften Marmorstufen, die zu einem prunkvollen Portal führen, hinter dem die Chamber of Representatives (deutsch: „Abgeordnetenkammer“) (auch als Chamber of Parliament bezeichnet) der Republik Malta liegt. Sie nimmt die gesamte Südostseite des Gebäudes ein und ist nicht öffentlich zugänglich. Das Parlament zog im Jahre 1976 in diese äußerst schlicht gestalteten Räumlichkeiten, die seit 1604 als Waffenkammer gedient hatten.

#### Palace Armoury

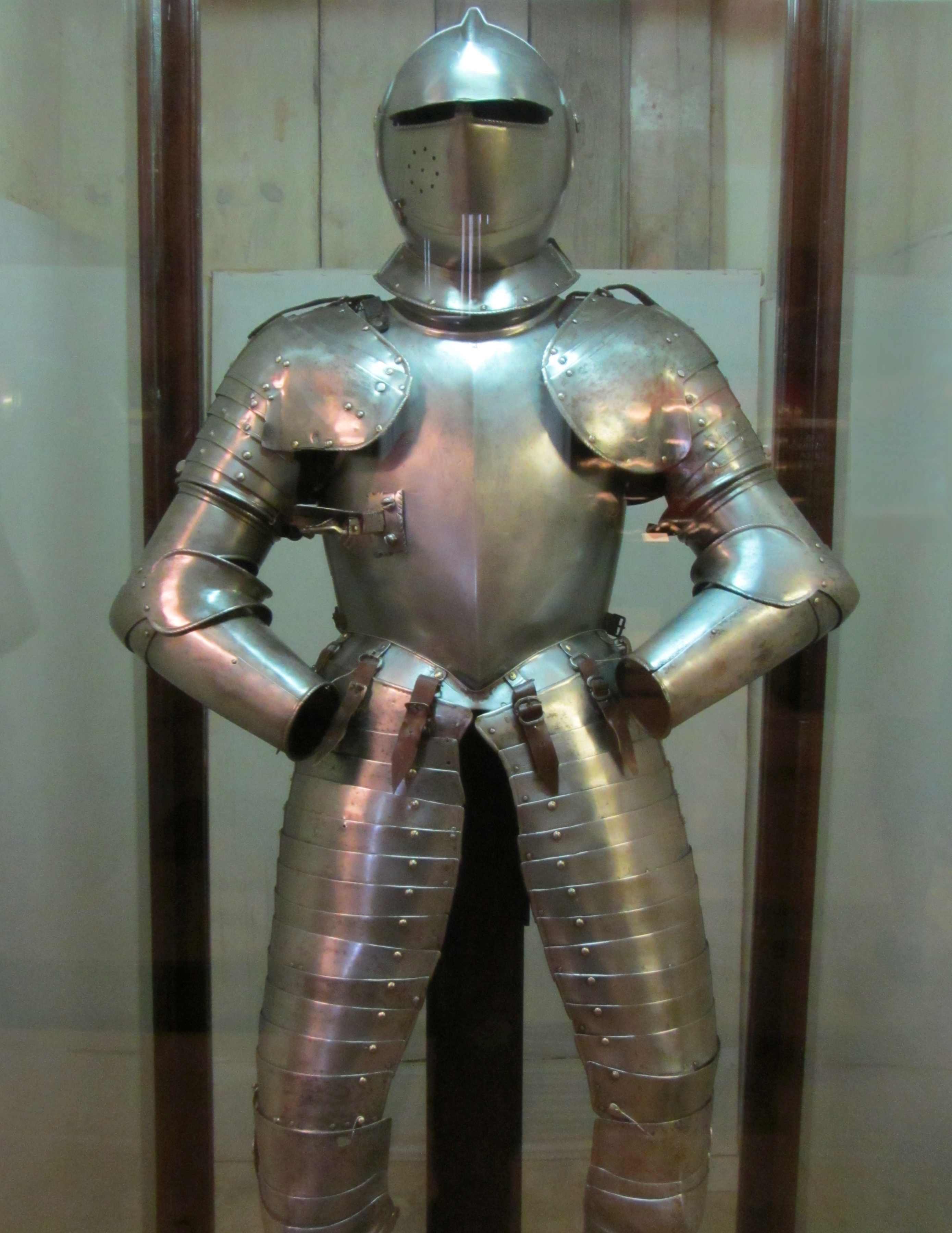
Exponat: Rüstung aus dem späten 16. Jahrhundert

Die Palace Armoury, die Waffenkammer des Großmeisterpalastes, befand sich ursprünglich ab 1604 im ersten Stock in den Räumen des heutigen Parlaments. Im Jahre 1860 erklärten die britischen Kolonialherren sie zum ersten öffentlichen Museum Maltas und 1976 erfolgte der Umzug in zwei Erdgeschossgewölbe, die ehemals Stallungen waren. Die Sammlung, die einen separaten Museumsabschnitt bildet, enthält über 5.700 Ausstellungsstücke aus dem 16. bis 18. Jahrhundert, darunter neben Arkebusen, Hellebarden, Stichgabeln, Helmen, Kanonen, Kutschen und Schilden auch sehr viele Rüstungen von Ordensrittern. Diese sind deshalb so zahlreich vorhanden, weil sie nach dem Tod eines Ritters in den Besitz des Ordens zurückfielen. Die berühmtesten Exemplare sind die Rüstungen der Großmeister Jean de la Valette und Alof de Wignacourt. Auf Grund der Multinationalität des Johanniterordens und seiner landsmannschaftlichen Gliederungen in sogenannte Zungen, sind in den Gewölben Waffen aus vielen Ländern zu sehen. Zudem beherbergt die Palace Armoury auch osmanische Waffen, die die Ritter nach Kämpfen an sich nahmen. Im Besitz der Palace Armoury befinden sich ferner das Schwert von Turgut Reis, eine der ältesten Abschussvorrichtungen für ein Steinschlossgewehr, ein Schwert mit eingebautem Trommelrevolver sowie ein Gonne Shield: ein runder Schild mit einer kleinen kaminförmigen Ausbuchtung, groß genug, um daraus zu schießen.
In den Jahren der kriegerischen Auseinandersetzungen mit den Osmanen führten die Ritter ein exaktes Verzeichnis über die Bestände im Zeughaus. In den Jahren der nachlassenden militärischen Aktivität des Ordens entfielen diese strengen Kontrollen, und viele Stücke, mehrheitlich Waffen, verschwanden. Einige tauchten im 20. und 21. Jahrhundert im Louvre in Paris oder im Tower of London wieder auf.

### Besuchszeiten
Das Waffenarsenal der damaligen Ritter ist täglich zwischen 9:00 und 17:00 Uhr zu besichtigen. Am Eingang werden Audioguides zur Verfügung gestellt, die im Eintrittspreis enthalten sind. In sechs Sprachen verfügbar (maltesisch, englisch, spanisch, italienisch, deutsch und französisch), versorgen diese den Besucher mit Wissenswertem über die Waffen und Rüstungen der jeweiligen Epochen und ihre Entwicklung.